# Campeonato Europeu de Atletismo em Pista Coberta de 2023 - Salto triplo masculino
A prova do salto triplo masculino do Campeonato Europeu de Atletismo em Pista Coberta de 2023 foi disputada nos dias 2 e 3 de março de 2023 na Ataköy Athletics Arena, em Istambul, na Turquia.

## Recordes
Antes desta competição, os recordes mundiais e do campeonato nesta prova eram os seguintes:
|                       | Nome                 | Nacionalidade  | Distância | Local   | Data                  |
| --------------------- | -------------------- | -------------- | --------- | ------- | --------------------- |
| Recorde mundial       | Hugues Fabrice Zango | Burquina Fasso | 18m 07cm  | Aubière | 16 de janeiro de 2021 |
| Recorde europeu       | Teddy Tamgho         | França         | 17m 92cm  | Paris   | 6 de março de 2011    |
| Recorde do campeonato | Teddy Tamgho         | França         | 17m 92cm  | Paris   | 6 de março de 2011    |

## Medalhistas
| Ouro                 | Prata                        | Bronze        |
| Pedro Pichardo (POR) | Nikolaos Andrikopoulos (GRE) | Max Heß (GER) |

## Cronograma
Todos os horários são locais (UTC +3).
| Data       | Hora  | Evento       |
| ---------- | ----- | ------------ |
| 2 de março | 19:53 | Qualificação |
| 3 de março | 20:35 | Final        |

## Resultados

### Qualificação
Qualificação: 16,70 m (Q) ou os 8 melhores qualificados (q). 
| Posição | Atleta                 | Nacionalidade | #1    | #2    | #3    | Resultados | Notas                |
| ------- | ---------------------- | ------------- | ----- | ----- | ----- | ---------- | -------------------- |
| 1       | Pedro Pichardo         | Portugal      | 17.48 |       |       | 17.48      | Q,                   |
| 2       | Max Heß                | Alemanha      | 16.67 | 16.40 | –     | 16.67      | q                    |
| 3       | Tobia Bocchi           | Itália        | 16.29 | 16.47 | –     | 16.47      | q                    |
| 4       | Nazim Babayev          | Azerbaijão    | 16.45 | 16.29 | –     | 16.45      | q,                   |
| 5       | Tiago Pereira          | Portugal      | 15.06 | 16.15 | 16.39 | 16.39      | q                    |
| 6       | Nikolaos Andrikopoulos | Grécia        | 15.81 | 16.05 | 16.39 | 16.39      | q,                   |
| 7       | Benjamin Compaoré      | França        | x     | 16.37 | 16.00 | 16.37      | q                    |
| 8       | Dimitrios Tsiamis      | Grécia        | 16.22 | x     | 16.26 | 16.26      | q                    |
| 9       | Batuhan Çakir          | Turquia       | x     | 16.06 | 16.20 | 16.20      | q,                   |
| 10      | Simone Biasutti        | Itália        | 15.91 | 15.84 | 16.20 | 16.20      |                      |
| 11      | Enzo Hodebar           | França        | x     | x     | 16.09 | 16.09      | Recorde da temporada |
| 12      | Andreas Pantazis       | Grécia        | x     | x     | 16.06 | 16.06      |                      |
| 13      | Jesper Hellström       | Suécia        | x     | 15.40 | 15.95 | 15.95      |                      |
| 14      | Georgi Nachev          | Bulgária      | x     | 15.81 | 15.92 | 15.92      |                      |
| 15      | Levon Aghasyan         | Armênia       | 15.19 | 15.78 | 15.89 | 15.89      | Recorde da temporada |
| 16      | Jan Luxa               | Eslovênia     | 15.70 | 15.50 | 15.68 | 15.70      | Recorde da temporada |
| 99      | Răzvan Cristian Grecu  | Roménia       | x     | r     |       | NM         |                      |

### Final
A final aconteceu às 20:35 no dia 3 de março de 2023.
| Posição           | Atleta                 | Nacionalidade | #1    | #2    | #3    | #4    | #5    | #6    | Resultados | Notas                                  |
| ----------------- | ---------------------- | ------------- | ----- | ----- | ----- | ----- | ----- | ----- | ---------- | -------------------------------------- |
| Medalha de ouro   | Pedro Pichardo         | Portugal      | 17.26 | –     | 17.60 | –     | –     | x     | 17.60      | Melhor marca do ano · Recorde nacional |
| Medalha de prata  | Nikolaos Andrikopoulos | Grécia        | 16.20 | x     | x     | 15.91 | 16.58 | x     | 16.58      | Recorde da temporada                   |
| Medalha de bronze | Max Heß                | Alemanha      | 16.96 | x     | x     | 16.54 | 15.91 | 16.57 | 16.57      |                                        |
| 4                 | Tiago Pereira          | Portugal      | 16.29 | 16.10 | x     | 16.32 | 16.51 | 16.34 | 16.51      | Recorde da temporada                   |
| 5                 | Nazim Babayev          | Azerbaijão    | x     | 16.50 | x     | x     | 16.46 | x     | 16.50      | Recorde da temporada                   |
| 6                 | Tobia Bocchi           | Itália        | 15.11 | 16.29 | 16.39 | x     | 16.35 | 14.33 | 16.39      |                                        |
| 7                 | Dimitrios Tsiamis      | Grécia        | 16.07 | x     | x     | 14.07 | 16.39 | x     | 16.39      |                                        |
| 8                 | Benjamin Compaoré      | França        | 15.79 | 16.11 | x     | –     | 15.22 | x     | 16.11      |                                        |
| 9                 | Batuhan Çakir          | Turquia       | 15.70 | 16.02 | x     |       |       |       | 16.02      |                                        |

Legenda
| Recorde mundial       | Recorde mundial (World record)               |                       | Recorde africano                      | Recorde africano (African) |                                           | Q | Classificado por posição (Qualified) |
| Recorde do campeonato | Recorde do campeonato (Championship record)  | Recorde da América    | Recorde da América (Americas)         | q                          | Classificado por melhor tempo (Qualified) |   |                                      |
| Melhor marca do ano   | Melhor marca do ano (World leading)          | Recorde asiático      | Recorde asiático (Asian)              | DNS                        | Não largou (Did not start)                |   |                                      |
| Recorde nacional      | Recorde nacional (National record)           | Recorde europeu       | Recorde europeu (European)            | DNF                        | Não terminou (Did not finish)             |   |                                      |
| Recorde pessoal       | Recorde pessoal do atleta (Personal best)    | Recorde da Oceania    | Recorde da Oceania (Oceania)          | DSQ / DQ                   | Desclassificado (Disqualified)            |   |                                      |
| Recorde da temporada  | Recorde da temporada do atleta (Season best) | Recorde sul-americano | Recorde sul-americano (South America) | NM                         | Sem marca (No mark)                       |   |                                      |